# Bengt Holmström
Bengt Robert Holmström (Helsinki, 18 aprile 1949) è un economista finlandese, noto per i suoi studi sugli incentivi sotto informazione asimmetrica.

## Biografia
Cittadino finlandese ed appartenente alla minoranza linguistica di lingua svedese, Holmström è Paul Samuelson Professor di economia al M.I.T. Ha ricevuto il Bachelor of Science (BS) in matematica presso la Università di Helsinki, un Master of Science in Operations Research alla Stanford University nel 1975, e il PhD dalla Graduate School of Business alla Stanford University. Lavora al MIT dal 1994. È stato membro del consiglio di amministrazione della Nokia dal 1999 al 2012, mentre è membro del consiglio della Università Aalto, così come membro straniero dell'Accademia reale svedese delle scienze dal 2001. Il 10 ottobre 2016 ha ricevuto il premio Nobel per l'Economia assieme al britannico Oliver Hart, divenendo il primo finlandese a ricevere un premio Nobel in questo campo. Holmström è noto soprattutto per i suoi studi sul modello principale-agente.